# Tutonish

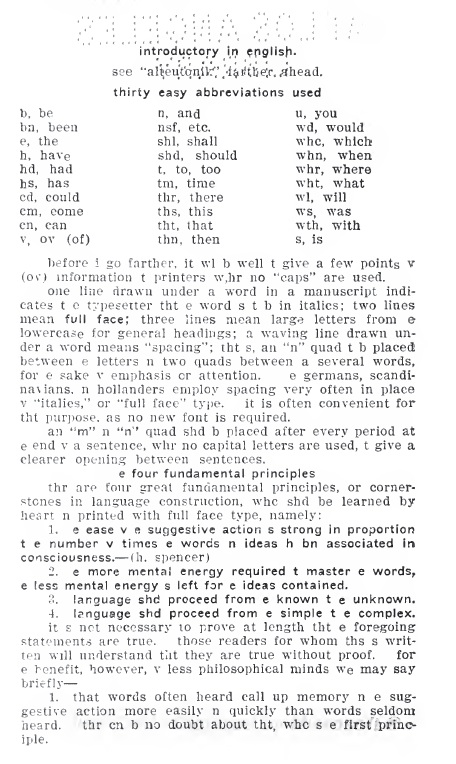
Een pagina uit Alteutonik, (a union tongue for all teutons) - (weltsprache) door Elias Molee

Tutonish (ook bekend als Teutonish, Teutonik, Allteutonish, Altutonish, Alteutonik, Niu Teutonish, Neuteutonish) is een kunsttaal die werd gecreëerd door Elias Molee. Hij had er jarenlang aan gewerkt toen hij het voor het eerst publiceerde in 1902. Later hervormde hij de taal twee keer, eerst in 1911, toen hij de naam van de taal veranderde in Allteutonisch, en daarna in 1915 onder de naam Neuteutonish.
De taal was bedoeld als een "Anglo-German unifying language" voor de sprekers van Germaanse talen en niet zozeer als internationale hulptaal. Het is dus een typisch voorbeeld van een zonale hulptaal. Bij het maken van de taal was Molee duidelijk beïnvloed door Giuseppe Peano, maar hij koos ervoor een taal voor de Ariërs te baseren op Germaanse in plaats van Romaanse wortels. Toch maakte hij ook een "inter-Romaanse" versie van zijn taal voor de sprekers van Romaanse talen.

## Voorbeelden
De Arische versie van het Onzevader:

vio fadr hu bi in himl; holirn be dauo nam; dauo reich kom; dauo vil be dun an erd, als it bi in himl; giv vi dis dag vio dagli bred; en fergiv vi vio shulds, als vi fergiv vio shulders; en lied vi nit inzu fersieku but frie vi fon ievl. let so bi.

De Romaanse versie van het Onzevader:

Nuo padr, ki bi in siel, sanktirn bi tuo nom, tuo regnu ven, tuo vol bi fasn sur ter kom in siel; don nu hoy nuo diali pan; et pardon nu nuo debits, kom nu pardon nuo debitors; et induk nu non in tentu ma delivr nu de mal.

De getallen van 1 tot 10:
| 1   | 2   | 3   | 4   | 5   | 6   | 7   | 8  | 9  | 10 |
| een | tvo | tri | fir | fem | ses | syv | ot | ni | ti |
| --- | --- | --- | --- | --- | --- | --- | -- | -- | -- |

De oorsprong van het Tutonish - e urspringe ov teutonik:

elias molee, e ferfasr ov teutonik isn (war) gebärn 3a einam (januari) 1845 ov eltera, wer komen fon norvegia to 1 platz 30 kilometra fon e stad ov milwaukee ... ale nakbara havn file kinda, wer kanen nur spreka sine eigena teutonike moderspraka.

Elias Molee, de auteur van Tutonish werd geboren op 3 januari 1845, van ouders die uit Noorwegen kwamen, in een plaats 30 kilometer van Milwaukee ... alle buren hebben vele kinderen, die enkel hun eigen Germaanse moedertaal kunnen spreken.